# Edificio Andalucia
El edificio Andalucia es una edificación ubicada en la parte sureste del centro histórico de Santa Bárbara, California, inmediatamente al lado de U.S. Route 101. Fue construido en 1911 e inscrito en el Registro Nacional de Lugares Históricos en 1999.
La fachada del edificio es de arquitectura morisca.

## Historia
Lo que ahora es la parte trasera del edificio se construyó en 1911, 1913 y 1917 como cuatro garajes de ladrillo. Estaban conectados por una construcción de pared frontal de dos pisos hecha de ladrillo y hormigón. El primer piso contenía tiendas de venta de automóviles, mientras que el segundo albergaba el hotel El Camino. El edificio era propiedad de Henry Ernest Bothin, anteriormente un rico comerciante de San Francisco, que se mudó a Santa Bárbara en 1911. Dado que U.S. Route 101 se completó casi al mismo tiempo, el área, que estaba junto a la carretera, presentaba varios garajes y hoteles.
La parte delantera fue dañada por el terremoto de 1925. Posteriormente fue demolido y reemplazado y se utilizó un estilo morisco que aún se mantiene. Fue diseñado por Lionel Pries, un arquitecto de San Francisco. En general, el centro de Santa Bárbara se reconstruyó con el estilo del Renacimiento Colonial, y el edificio Andalucía, que conservó la apariencia morisca, se convirtió en una de las pocas excepciones, lo que luego le valió una inscripción en el Registro Nacional de Lugares Históricos. En 1937, el edificio se convirtió en oficinas para Seaside Oil Company. La remodelación fue realizada por los arquitectos locales Carleton Winslow y R. H. Pitman. En el mismo año, la parte trasera fue remodelada de modo que una parte de la pared de ladrillos fue reemplazada por una abertura. El proyecto fue diseñado por Chester Carjola, también arquitecto local. Posteriormente, el edificio cambió de dueño varias veces, lo que condujo a obras de remodelación menos extensas.

## Arquitectura
Consta de cuatro edificios rectangulares de ladrillo de una sola planta con tejado a dos aguas. Todos tienen una fachada común de techo plano construida al estilo de la arquitectura neocolonial española. La parte delantera es una arcada con quince arcos, que tiene espacio para seis tiendas. La parte trasera, donde están los antiguos edificios de garajes, se divide en múltiples espacios destinados a comercios. Los marcos interiores están hechos de acero.